# الإجهاض في البرازيل
يُعد الإجهاض في البرازيل جريمة، يعاقب عليها بالسجن لمدة 1-3 سنوات بالنسبة للامرأة الحامل، والسجن لمدة 1-4 سنوات للطبيب أو أي شخص آخر يجري عملية الإجهاض على امرأة. في البرازيل، لا يعاقب القانون على الإجهاض المتعمد في ثلاث حالات محددة: حالات الخطر على حياة المرأة أو عندما يكون الحمل ناتجًا عن حالة اغتصاب أو وإذا كان الجنين يعاني من انعدام الدماغ. في هذه الحالات، توفر الحكومة البرازيلية إجراء الإجهاض مجانًا من خلال النظام الصحي الموحد. هذا لا يعني أن القانون يعتبر الإجهاض في هذه الحالات حقًا، بل فقط أن النساء اللاتي يجهضن في ظل هذه الظروف، بالإضافة إلى أطبائهن، لن يُعاقبوا. تكون عقوبة المرأة التي تجهض نفسها أو توافق على إجهاضها على يد شخص آخر خارج هذه الاستثناءات القانونية ما بين 1-3 سنوات من الاحتجاز.
تتراوح العقوبة الأساسية لطرف ثالث يجري إجهاضًا غير قانوني بموافقة المريضة ما بين 1-4 سنوات من الاحتجاز، مع إمكانية زيادة المدة بمقدار الثلث إذا تعرضت المرأة لأي أذى جسدي، ويمكن مضاعفتها إذا توفيت. يمكن تحويل العقوبات الجنائية المحددة بأربع سنوات أو أقل إلى عقوبات بعيدة عن السجن، مثل خدمة المجتمع والتبرع القسري للأعمال الخيرية.
تعد البرازيل إحدى الدول الموقعة على الاتفاقية الأمريكية لحقوق الإنسان، والتي تسمى أيضًا ميثاق سان خوسيه. تمنح الاتفاقية حق الحياة للأجنة البشرية «منذ لحظة حدوث الحمل»، وتعتبر ذات صفة قانونية مكافئة للدستور في القانون البرازيلي. ينص القانون المدني البرازيلي على حقوق المُضغ والأجنة. مع ذلك، في قضية عام 2008، حكمت المحكمة الفيدرالية العليا، بأغلبية الأصوات (6-5)، بأن حق الحياة ينطبق فقط على الأجنة داخل الرحم، وأن الأجنة المجمدة غير المؤهلة للنقل إلى الرحم لا تتمتع بحقوق أساسية ويمكن استخدامها لأغراض بحثية. في عام 2012، أذنت المحكمة العليا أيضًا بإجهاض الأجنة عديمة الدماغ.
في 29 نوفمبر عام 2016، قضت المحكمة العليا في البرازيل في قرار غير ملزم أن «الإجهاض لا يجب أن يُعتبر جريمة عند إجرائه في الأشهر الثلاثة الأولى من الحمل». كان هذا القرار مثيرًا للجدل، نظرًا لأن الحكومة البرازيلية قد أقرت مشروع قانون في وقت سابق من عام 2016 يهدف إلى زيادة صرامة القانون البرازيلي المتعلق بالإجهاض.

## التاريخ
جُرّم الإجهاض في جميع الظروف بحسب قانون العقوبات منذ عام 1890. في عام 1940، ألغت أحكام قانون العقوبات الخاصة بالإجهاض عقوبة الإجهاض في حالة الاغتصاب أو زنا المحارم أو في حال وجود خطر على حياة المرأة الحامل. حظر مرسوم رئاسي في عام 1941، بصيغته المعدلة في عام 1979، الإعلانات الخاصة بأي عملية أو مادة أو شيء مصمم لمنع الحمل أو التسبب بالإجهاض.

## التأثير على صحة المرأة
في عام 2010، أُبلغ عن دخول 200,000 امرأة إلى المستشفى سنويًا بسبب مضاعفات الإجهاض (والذي يشمل الإجهاض التلقائي والإجهاض السري). تقدر الأرقام الحديثة أن نحو 250,000 امرأة أو 50% من جميع النساء الخاضعات لعمليات إجهاض غير قانونية المقدرة سنويًا يدخلن المستشفى كل عام بسبب مضاعفات الإجهاض غير القانوني. تتعارض هذه الأرقام مع النساء اللائي يحتجن إلى رعاية طبية بعد الإجهاض في البلدان التي يكون الإجهاض فيها قانونيًا، والتي تبلغ 2-5%. غالبية النساء اللائي يدخلن المستشفى بعد الإجهاض غير القانوني لا يملكن تأمينًا صحيًا، ما يمثل تكلفة حكومية تتجاوز 10 ملايين دولار أمريكي كل عام. تموت أكثر من 200 امرأة كل عام في البرازيل، نتيجةً مباشرة للإجهاض غير الآمن. يعد انتشار المضاعفات الخاصة بالإنجاب والعواقب الصحية السلبية الأخرى المرتبطة بالإجهاض غير القانوني غير معروف.

## الطُرق
في دراسة استقصائية أجريت عام 2005، استخدم ثلث الأطباء البرازيليين الذين أفادوا بإجراء عمليات إجهاض، توسيع وكحت الرحم. يملكون خبرة محدودة في إجراء الشفط بالتخلية ولكنهم على دراية به. لديهم وعي عام بطرق الإجهاض الدوائي باستخدام الميزوبروستول أو البروستاغلاندينات الأخرى المحرضة للإجهاض ولكن خبرتهم فيها محدودة. قلةٌ من يعرفون النظم الدوائية الأحدث والأكثر فاعلية التي تستخدم الميفيبريستون أو الميثوتركسيت.
وجد استطلاع عام 2005 أيضًا جهلًا كبيرًا بالقانون البرازيلي للإجهاض، إذ يعلم 48% فقط من الأطباء أنه قانوني إذا كان سينقذ حياة المرأة، ووجد أيضًا ارتباكًا واسع النطاق حول حدود عمر الجنين المسموح فيها إجراء الإجهاض. وجدت دراسة استقصائية سابقة أن ثلثي أطباء التوليد والنسائيات البرازيليين يحملون الاعتقاد الخاطئ بأن الأمر القضائي مطلوب للحصول على إجهاض قانوني وأن 27% فقط يعرفون أن المرأة بحاجة إلى تقديم طلب كتابي لإجراء إجهاض قانوني. ليس بإمكان هؤلاء الأطباء إعطاء معلومات دقيقة لمرضاهم.

## الرأي العام
في دراسة استقصائية أجريت في ريبيراو بريتو في عام 2004، أجاب 70% من الأطباء البرازيليين بأنهم لا يؤيدون إلغاء تجريم الإجهاض في البلاد. أشار الاستطلاع أيضًا إلى أن 77% من أطباء هذه المنطقة يرفضون وجوب إجراء الإجهاض فقط بسبب رغبة المرأة فيه. بالإضافة إلى ذلك، أشارت إلى أن 82.5% من هؤلاء الأطباء يرفضون تشريع الإجهاض بسبب المعوقات الاجتماعية والاقتصادية. أخيرًا، في حالة وجود تشريع محتمل، يوافق 17.5% منهم على تنفيذه باحتراف.
وجد استطلاع داتافولها/فولها دي إس. باولو في مارس عام 2007 أن 65% من البرازيليين يعتقدون أن قانون بلادهم الحالي «لا يحتاج التعديل»، ويرى 16% منهم وجوب توسيعه «للسماح بالإجهاض في حالات أخرى»، ويرى 10% منهم ضرورة «إلغاء تجريم» الإجهاض، وكان 5% منهم «غير متأكدين من رأيهم».
أُجري استطلاع آخر حول هذه المسألة في ديسمبر عام 2010، من قبل معهد فوكس بوبولي. كشفت هذه الدراسة أن 82% من البرازيليين يرون أن القانون الحالي الخاص بالإجهاض لا يحتاج التعديل، بينما يرى 14% منهم ضرورة إلغاء تجريم الإجهاض، وأعلن 4% منهم عدم اتخاذهم موقفًا بشأن هذه المسألة.
في حالة الأجنة المصابة بصغر الرأس الناجم عن فيروس زيكا، أعرب 58% من السكان عن معارضتهم للإجهاض.